# Thạch Sơn, Thạch Thành
Thạch Sơn là một xã thuộc huyện Thạch Thành, tỉnh Thanh Hóa, Việt Nam.
Xã Thạch Sơn có diện tích 17,75 km², dân số năm 2004 là 3201 người, mật độ dân số đạt 180 người/km².